# 郑涛
郑涛（1985年8月20日—），是一名中国足球运动员，主要司职左后卫，目前效力于辽宁宏运。
郑涛出生于大连，从13岁开始在私立足球学校接受训练。2002年底，上海国际俱乐部从山东、辽宁等地选拔人才建立后备队，郑涛入选进入梯队。2004年，国际人员发生较大变化，郑涛进入一线队并开始获得联赛上场机会。2005年，他与队友于海一起代表上海十运会足球队，是队中唯一两个不属于上海申花的球员。此后他一度成为中国国奥队的主力后卫人选，但是在2007年2月同女王公园巡游者的热身比赛的冲突中被对方球员打断下颌骨后，最终没有入围中国2008年奥运会的参赛名单。
2011年1月10日，辽宁宏运在官网上发布了正式与陕西浐灞就郑涛转会一事签订转会协议，同时球队与郑涛本人也签订了工作合同。